# 47 ronina
Osveta 47 ronina (四十七士|Shi-jū-shichi-shi) je priča o osveti radi povratka časti koja se odigrava početkom osamnaestog veka. Smatra se izuzetnim primerom samurajskog kodeksa časti (bušido) i jednom od nacionalnih legendi.
U priči se radi o samurajima koji ostaju bez gospodara (postavši ronin), nakon što je njihov daimjo (feudalni gospodar), Asano Naganori, bio primoran da izvrši sepuku (ritualno samoubistvo) zbog uvrede dvorskog službenika Kire Jošinake, nadzornika provincije Kozuke. Ronini uspevaju da povrate čast svog gospodara tako što ubijaju Kiru, nakon skoro dve godine čekanja i planiranja napada. Zbog počinjenog ubistva, ronini imaju obavezu da izvrše seppuku. Ova istinita priča je poznata u Japanu kao čin lojalnosti, žrtvovanja, istrajnosti i očuvanja časti. Priča je stekla veću popularnost u periodu Meiđi, u kome se Japan podvrgao modernizaciji, a legende su postale deo nacionalne baštine i nacionalnog identiteta.
Delo je obrađeno u mnogobrojnim predstavama. Zbog zakona o cenzuri koji je doneo šogunat, u periodu Genroku, koji zabranjuje opis aktuelnih događanja, imena su promenjena. Priča autora pozorišnih komada je prihvaćena kao istorijska činjenica od strane pojedinaca. Sa druge strane, Ćušingura, izmišljeni iskazi koji se povezuju sa istorijskim događajima, napisani su otprilike 50 godina nakon stvarnog događaja.

## Naziv
Učesnici u osveti su tzv. Shi-jū-shichi-shi (四十七士) na japanskom, tj. 47 ronina. Događaj je poznat kao incident Genroku Ako (元禄赤穂事件 Genroku akō jiken).

## Radnja
Godine 1701. dva feudalna gospodara, Asano Takumi-no-Kami Naganori, mladi daimjo poseda Ako (zapadni Honšu), i gospodar Kanmei oblast Cuvano, dobili su naredbu da naprave prijem carskim izaslanicima u Edo, za vreme sankin kotai službe šogun. Ova služba je značila da svako od feudalnih gospodara mora da prebiva po nekoliko meseci svake godine u gradu Edo (glavni grad perioda Tokugava).
Imena feudalnih gospodara nisu izmišljena, niti postoji ikakva sumnja o dešavanjima 1703. godine.

### Početak tragedije
Kira Kozuke-no-Suke Yoshinaka, moćni službenik u hijerarhiji šogunata Tokugave Cujanošija, podučio je Asano i Kanmei neophodnoj dvorskoj etikeciji. Postao je navodno uznemiren ili zbog njihovih poklona koji nisu bili dovoljni (kao nadoknadu za uslugu podučavanja) ili zato što nisu mogli da ponude mito kao što je on želeo. Drugi izvori kažu da je prirodno bio nekulturan i arogantan, ili da je bio podmitljiv, što je uvredilo Asanoa, pobožno moralnog konfučijanca. Bilo da se Kira prema njima bedno odnosio, vređao ih ili ih neuspešno pripremio za ispunjavanje posebnih dužnosti – uvreda je prihvaćena. 
Dok je Asano sve podneo stoički, Kanmei se razbesneo i pripremao se da ubije Kiru kako bi se osvetio za uvrede. Kanmeijev savetnik tajno je podmitio Kiru koji zato počeo da se dobro odnosi prema Kanmeiju koji se stoga smirio.
Ali je nastavio da bude grub prema Asanou. Na kraju, kada ga Kira je uvredio prozvavši ga “seoskim grubijanom bez manira”, nije više mogao da se povlači. Kod Velikog koridora borova (Matsu no Ōrōka) koji spaja različite delove šogunove rezidencije. Napao ga je dva puta – prvi put ga je ranio po licu, a drugi put je promašio. Straža ih je brzo razdvojila.
U zamku Edo bilo je apsolutno zabranjeno nasilje, potegnuti katanu, a kamoli napasti zvaničnika šogunata. Zbog toga Asanu je bilo naređeno da izvrši sepuku, imanje i dobra klana su konfiskovani, porodica je uništena, a njegovi pratioci ostali su bez gospodara.
Ove vesti dostavljene su Ōiši Kuranosukeu Jošiu, Asanoovom glavnom savetniku, koji je preuzeo komandu i premestio porodicu Asano, pre nego što je prihvatio naređenja o predaju zamka agentima vlade.

### Plan osvete ronina
Od preko tri hiljade Asanoovih ljudi, četrdeset sedam (neki izvori kažu i preko pedeset), i posebno njiho vođa, Ōiši, odbili su da dopuste da njihov gospodar ode bez osvete iako je to u ovom slučaju bilo zabranjeno. Tajno su se zakleli da će ubistvom Kire ispuniti osvetu iako će i sami zbog toga biti kažnjeni.
Kirin zamak bio je dobro čuvan i utvrđen iz tih razloga i ronini su bili svesni da neće uspeti dok Kira ne spusti gard. Da bi uljuljkali šogunat i Kiru kako je sve prošlo, pritajili su se i razišli postavši, neki monasi neki trgovci.
Oiši je prebivalište našao u Kjotu, počeo je da posećuje bordele i kafane kako bi izgledalo da je zaboravio na osvetu. U to doba Kira je još u strahu i organizuje špijuniranje ronina.
Jednom, kad se Oiši vraćao kući pao je na ulicu i tu zaspao, a prolaznici su mu se podsmevali. Čoveka iz Sacume koji je tuda prolazio razbesnelo je ovakvo ponašanje samuraja – nedostatak hrabrosti da se osveti gospodar i ovakvo razvratno ponašanje. Izudarao ga je i izvređao, ošamario ga (a neoprostivo je i dotaći samurajevo lice) i pljunuo ga.
Ubrzo posle ovoga razveo se od svoje žene i sa dvoje dece poslao je u njenu porodicu kako im njegova osveta ne bi naškodio. Najstariji sin, Čikara, mogao je da bira hoće li ostati uz oca što je i učinio.
Oiši je počeo da se ponaša čudno za samuraja – posete gejšama postale su češće, pio je svake noći i nepristojno se ponašao na javnim mestima. Njegovi ljudi poslali su mu gejšu da ga smiri što je bio trik da se oslobode špijuna.
Kiri su agenti sve prenosili, i posle godinu i po, kada je video da ne pokušavaju da osvete svog gospodara, počeo ja da ih smatra lošim i bezopasnim samurajima. I prihodi od penzionisanja su mu nedostajali, te je spustio gard.
Ostatak vernih ronina okupio se u Edu i kao radnici i trgovci dobili su pristup Kirinoj kući I upoznali se sa njenim planom i unutrašnjim izgledom. Kinemon Kanehide Okano otišao je najdalje oženivši se sa ćerkom graditelja kuće kako bi dobio planove. O svemu ovome obaveštavan je Oiši. Ostali su prikupili oružje i tajno ga transportovali do Eda (drugi prekršaj).

### Napad
Posle dve godine, kada je Oiši bio uveren da je Kira bio potpuno nespreman, i sve je bilo spremno, on je pobegao iz Kjota, izbegavajući špijune koji su ga posmatrali, a čitava grupa se okupila na tajnom mestu u Edu da obnove svoje zakletve.
U 15. godini ere Genroku, na 14. dan 12. meseca (utorak, 30. januar 1703), rano ujutru tokom velike snežne padavine, Oiši i ronini su napali Kirino imanje u Edou. Prema pažljivo osmišljenom planu, oni su bili podeljeni u dve grupe i napali, naoružani mačevima i lukovima. Jedna grupa, na čelu sa Oišijem, je trebalo da napadne prednju kapiju, druga, koju je predvodio njegov sin, Oiši Ćikara, je trebalo da napadne imanje preko zadnje kapije. Zvuk doboša bi označio istovremeni napad, a pištaljka bi označila da je Kira mrtav.
Kada je Kira bio mrtav, oni su planirali da mu odseku glavu i položiti je kao žrtvu na grobu svog gospodara. Oni bi se onda predali i iščekivali smrtnu presudu. Sve ovo je bilo potvrđeno na poslednjoj večeri, na kojoj ih je Oiši zamolio da budu oprezni i poštede žene, decu i druge bespomoćne ljude (bušido ne zahteva milost prema neborcima, niti ga zabranjuje).
Četiri Oišijeva čoveka su prešla ogradu i ušla u portirsku kućicu, u kojoj su zarobili i vezali čuvare. Onda je poslao glasnike prema svim susednim kućama, da bi objasnili da oni nisu bili pljačkaši, već sluge koji osvećuju smrt njihovog gospodara, i da neće da oštete bilo koga drugog: susedi su bili bezbedni. Jedan od ronina se popeo na krov i glasno saopštio susedima da se radi o osveti (katakiući). Susedima, koji su mrzeli Kiru, je laknulo i nisu ništa učinili da spreče napadače.
Nakon postavljanja strelaca (nekih na krovu) koji je trebalo da spreče ljude u kući da idu po pomoć šoguna, Oiši je dao zvučni signal za početak napada. Deset Kirinih slugu je sprečavalo napad kuće sa prednje strane, ali je Ćikarina grupa provalila u zadnji deo kuće.
Kira se u strahu sakrio u ormanu verande, zajedno sa suprugom i služavkama. Ostatak Kirinih sluga, koji su spavali u barakama napolju, je pokušavao da uđe u kuću da ga spasu. Nakon savlađivanja ljudi sa prednjeg dela kuće, dve grupe, vođene ocem i sinom, su se udružile i borile protiv slugu koji su ulazili u kuću. Neke Kirine sluge koje su pokušavale da idu po pomoć ubili su strelci koji su postavljeni da spreče tu mogućnost.
Na kraju, posle žestoke borbe, poslednji od Kirinih sluga je pokoren. Ronini su ubili 16 Kirinih ljudi i ranili 22, uključujući i njegovog unuka. Kira, međutim, još nije bio pronađen. Pretresli su celu kuću, ali sve što su našli su plačuće žene i deca. Počeli su da očajavaju, ali je Oiši proverio Kirin krevet koji je još bio topao, i znao je da Kira ne može biti daleko.

### Smrt Kire
Nova potraga je otkrila ulaz u tajno dvorište skriveno iza velikog svitka. Dvorište je sadržalo malu zgradu za skladištenje uglja i drva za ogrev, gde su još dve sluge savladane i ubijene. Pretraga zgrade je otkrila čoveka koji se skrivao. Napao je pretraživača sa bodežom, ali je čovek lako razoružan.
Odbijao je da kaže ko je on, ali su tragači bili sigurni da je to bio Kira, i dali su zvučni signal. Ronini su se okupili, i Oiši, uz fenjer, je video da je to zaista Kira i kao konačan dokaz je bio ožiljak na glavi od Asanovog napada.
Pri tome, Oiši je na kolenima, imajući u vidu Kirin visoki rang, uz dužno poštovanje mu se obratio, rekavši mu da su oni Asanove sluge, koji su došli da osvete njihovog gospodara kao što pravi samuraj treba, i pozivajući Kiru da umre kao pravi samuraj, tako što će se ubiti. Oiši je ukazao da će on lično delovati kao kaišakunin (onaj koji obezglavljuje osobu koja izvršava harakiri da ih poštedi ponizne, dugotrajne smrti) i ponudio mu isti bodež koji je Asano koristio da se ubije.
Međutim, bez obzira na to koliko su ga molili, Kira je čučao, zanemeo i drhtao. Najzad, videvši da je beskorisno pitati, Oiši je naredio drugim roninima da ga zadrže i ubio ga odsecanjem glave bodežom.
Onda su ugasili sve lampe i vatre u kući (da ne bi došlo do požara koji bi ugrozio susede) i otišli, uzimajući Kirinu glavu.
Jedan od ronina, Terasaka Kićiemon, je otišao u Ako gde mu je bilo naređeno da izvesti da je njihova osveta izvršena (Iako je uloga Kićiemona kao glasnika najviše prihvaćena verzija priče, druge priče opisuju da on beži pre ili posle bitke, ili da mu je naređeno da pobegne pre nego što se ronini predaju).

### Posledice
Kako je svitalo, brzo su odneli Kirinu glavu iz njegove rezidencije na grob svog gospodara u hramu Sengaku, marširajući oko deset kilometara preko grada, izazivajući usput veliku gužvu. Priča o osveti se raširila brzo, i svi koji su im se našli na putu veličali su ih i nudili im osveženje.
Stigavši u hram, preostalih 46 ronina (svi sem Terasaka Kićiemona) oprali su i očistili Kirinu glavu u bunaru, i postavili je, zajedno sa kobnim bodežom, ispred Asanove grobnice. Zatim su se pomolili u hramu i dali monahu iz hrama sav novac koji su imali, moleći ga da ih sahrani kako dolikuje i da se moli za njih. Potom su se predali ; grupa je podeljena na četiri dela i stavljena pod nadzor četiri daimjoa.
Za to vreme, dvojica Kirinih prijatelja došli su da uzmu njegovu glavu kako bi je sahranili; u hramu je još uvek prvobitna priznanica glave koju su prijatelji i sveštenici kojima su platili potpisali.
Činovnici šogunata u Edu bili su zbunjeni. Samuraji su sledili pravila bušida osvetivši smrt svog gospodara, ali su takođe prkosili upravi šogunata, iziskujući osvetu, što je bilo zabranjeno. Šta više, šogun je primio brojne peticije od opčinjenog stanovništva u ime ronina. Kao što je bilo očekivano, ronini su osuđeni na smrt zbog ubistva Kire, ali je šogun razrešio zbrku naradivši im da časno izvrše sepuku umesto da budu pogubljeni kao kriminalci. Poznato je da je svaki od napadača završio svoj život u ritualnom maniru. Oiši Ćikara, najmlađi, imao je svega 15 godina kada se racija dogodila, i samo 16 kada je morao da izvrši sepuku.
Svaki od 46 ronina se ubio u Genrokuu 16, 4. dana 2. meseca (元禄十六年二月四日 utorka, 20.3.1703). Ovo je izazivalo priličnu zabunu od tada, jer se pojedini pozivaju na 46 ronina, misleći na grupu koja je pogubljena od strane šoguna, dok je napadačka grupa brojala 47 ronina. Četrdeset i sedmi ronin, identifikovan kao Terasaka Kićiemon, na kraju se vratio iz misije i šogun mu je oprostio (neki kažu zbog njegove mladosti). Živeo je do svoje 87. godine i umro oko 1747, i tada je sahranjen sa svojim saborcima. Napadači koji su izvršili sepuku su sahranjeni na tlu hrama Sengaku,isped grobnice svog gospodara.
Odeća i oružje koje su nosili se još uvek čuvaju u hramu, zajedno sa dobošem i pištaljkom; oklop je bio ručno rađen, jer nisu hteli da izazivaju sumnju kupujući bilo kakav.
Grobnice su postale mesto ogromnog poštovanja, i ljudi su nagrtali da se tamo pomole. Grobove u hramu posetio je veliki broj ljudi tokom godina od ere Genroku. Jedan od onih koji su posetili grobnice bio je čovek iz Sacume koji je zadirkivao Oišija i pljuvao na njega, dok je ležao pijan na ulici. Obraćajući se grobu, molio je za oproštaj zbog toga što je radio i što je mislio da Oiši nije pravi samuraj. Zatim je izvršio samoubistvo i sahranjen je pored grobova ronina.

### Ponovno uspostavljanje gospodarstva klana Asano
Iako je osveta često posmatrana kao delo odanosti, postojao je i drugi cilj, da se ponovo uspostavi gospodarstvo Asanovih i da se nađe onaj koga će ostali samuraji služiti. Stotine samuraja koji su služili klan Asano ostali su bez posla, a mnogi nisu mogli da nađu zaposlenje, jer su služili osramoćenu porodicu. Mnogi su živeli kao seljaci ili radili proste zanate kako bi sastavili kraj s krajem. Osveta 47 ronina je očistila njihova imena i mnogi nezaposleni samuraji su našli posao ubrzo pošto su ronini osuđeni na časni kraj.
Asano Daigaku Nagahiru, Naganorijevom mlađem bratu i nasledniku, šogunat Tokugava je dozvolio da obnovi svoje ime, mada je njegova teritorija smanjena na desetinu svoje prvobitne veličine.

## Zamerke
Ronini su proveli više od godine čekajući „pravo vreme“ za svoju osvetu. Jamamoto Cunetomo, autor Hagakurea, postavio je čuveno pitanje: „Šta da je, devet meseci posle Asanove smrti, Kira umro od bolesti?“ Njegov odgovor je bio da bi 47 ronina izgubilo jedinu priliku da osveti svog gospodara. Čak i da su tvrdili, onda, da je njihovo raskalašno ponašanje samo pretvaranje, da bi za samo još malo vremena bili spremni za osvetu, ko bi im verovao? Bili bi zauvek zapamćeni kao kukavice i pijanice – navlačeći večitu sramotu na ime klana Asano.
Ono što bi bilo ispravno da su uradili, pisao je Jamamoto, prema pravom bušidu, je da su napali Kiru i njegove ljude odmah nakon Asanove smrti. Verovatno bi bili poraženi, jer je Kira bio spreman za napad u to vreme – ali to je bilo nebitno.
Oiši, sa tačke gledišta kodeksa časti, bio je previše opsednut uspehom, prema rečima Jamamota. Zamislio je svoj zavijeni plan da bi osigurao uspeh u ubistvu Kire, što nije briga koju samuraj treba da vodi: nije Kirina smrt bila važna, već da bivši Asanovi samuraji pokažu izvanrednu hrabrost i odlučnost u bezrezervnom napadu protiv kuće Kira, čime bi obezbedili večitu čast za svog mrtvog gospodara. Čak i da nisu uspeli da ubiju Kiru, čak i da su svi nestali, ne bi bilo važno, jer pobeda i poraz nisu bitni u bušidu. Time što su čekali godinu dana, povećali su šansu za uspeh, ali su rizikovali da obeščaste ime svog klana, što je najgori greh koji samuraj može da učini. Zato Jamamoto i ostali tvrde da je priča o 47 ronina dobra priča o osveti, ali nikako o bušidu.

## 47 ronina u umetnosti
Tragedija 47 ronina je bila jedna od najpopularnijih tema u japanskoj umetnosti, a u poslednje vreme je počela da utire sebi put ka zapadnoj umetnosti.
Odmah nakon događaja, mišljenja o ispravnosti takve osvete bila su podeljena. Mnogi su se složili da je taj čin bio ispravan jer su to uradili prema poslednjim željama svog gospodara, ali je ostalo otvoreno pitanje o prikladnosti takve osvetoljubive želje. Tokom vremena ova priča je postala simbol odanosti gospodaru, kasnije i vladaru. Kada se to desilo, priča je postala subjekat drama, pripovedanja i vizuelne umetnosti.

### Predstave
Incident je služio kao inspiracija kabuki i bunraku predstavama. Prva predstava, Akebono Soga no Youchi (Noćni napad Soga u zoru), pojavila se samo 2 nedelje nakon smrti ronina. Bila je ugašena po naređenju vlasti, ali su tada mnoge ostale predstave usledile.
Najuspešnija adaptacija je bila bunraku lutkarska predstava pod imenom Kanadehon Chushingura (danas samo chushingura), napisana 1748. godine. Napisali su je Takeda Izumo i jos 2 saradnika. Kasnije je adaptirana kao kabuki predstava, koja je i dalje jedna od najpopularnijih u Japanu.
U predstavi, kako ne bi privukla pažnju cenzora, radnja je prebačena u daljeku prošlost, u 14. vek, pod vladavinom šoguna Ašikage Takauđija. Imena su takođe bila promenjena. Asano je bio Enya Hangan Takasada, Kira je bio Ko no Moranao, Ōishi je Ōboshi Yuranosuke Yoshio, a imena ostalih ronina su u manjoj ili većoj meri bila izmenjena. Predstava je takođe sadržala zaplete u radnji koji se nisu odnosili na originalnu priču. Monorao je pokušao da zavede ženu Enje Hangana, a jedan od ronina umire pre napada zbog konflikta između porodice i ratničke dužnosti (ovo je mogući uzrok zabune kod broja ronina, 46 ili 47). Godine 1997. je priča pretvorena u operu Shigeakija Saeguse.

### Bioskop i televizija
Snimljeno je najmanje 6 filmova na ovu temu u Japanu. Ne zna se precizno godina izlaska prvog filma, negde između 1910 i 1917. Zvezda filma je bio Onoe Macunosuke i film je prikazan na Đidaigeki Senmon kanalu. Po naređenju japanske vojske, 1941. godine je direktor Kenđi Mizogući snimio film od 2 dela pod nazivom Genroku Ćušingura. Film je izašao nedelju dana pre napada na Perl Harbor i bio je loše prihvaćen. Film Ćušingura iz 1962. godine, režirao je Hiroši Inagaki i taj film je najpoznatiji zapadnjačkoj publici. Zvezda filma je bio Toširo Mifune. Takođe je mnogo je televizijskih emisija, kratkih serija i serija urađeno na temu 47 ronina. Neke od njih su se držale priče, dok su u ostalima ubacivani razni detalji koji odstupaju od priče.

### Drvorezi
47 ronina su jedna od najpopularnijih tema i kada su drvorezi tj. ukijo-e u pitanju. Umetnici su oslikavali ili stvarne događaje ili scene iz predstava, odnosno glumce. Među umetnicima koji su slikali na ovu temu su Kitagava Utamaro, Utagā Tojokuni, Hokusai, Kunisada, Hirošige i Tsukioka Jošitoši. Ipak najpopularnije drvoreze na ovu temu izrađivao je Utagava Kunijoši koji je stvorio preko jedanaest odvojenih serija na ovu temu, uporedo sa više od dvadeset triptiha.

### 47 ronina u zapadnoj kulturi
Film 47 ronina je izašao u Americi 25. decembra 2013. godine. Zvezda filma je Keanu Reeves koji glumi otpadnika koji se priključuje samurajima u misiji da osvete svog gospodara. U filmu takođe glume neki od trenutno najpoznatijih japanskih glumaca, kao što su Hirojuki Sanada, Tadanobu Asano, Kō Šibasaki, Rinko Kikući, i Đin Akaniši.

## Galerija
- Sećanje na nepokolebljivu odanost Oišija Jošija i šesnestorice drugih na mestu gde su umrli.
- Tamjan gori na grobovima u hramu Sengaku.
- Grobovi Četrdeset sedam ronina.
- Grobovi Četrdeset sedam ronina.
- Ulaz u hram Sengaku.
- Drvorez koji je radio Kunisada, predstavlja napad (rane 1800-e).
- Razglednica koja izobražava napad, rane 1920-e.

## Literatura
- Allyn, John (1981). The Forty-Seven Ronin Story. New York.
- Dickens, Frederick V. (1930). Chushingura, or The Loyal League. London.
- Forbes, Andrew; Henley, David (2012). 47 Ronin: Tsukioka Yoshitoshi Edition. Chiang Mai: Cognoscenti Books. ASIN B00ADQGLB8.
- Forbes, Andrew; Henley, David (2012). Forty-Seven Ronin: Utagawa Kuniyoshi Edition. Chiang Mai: Cognoscenti Books. 47 Ronin: Utagawa Kuniyoshi Edition. Cognoscenti Books. 25. 11. 2012. ASIN B00ADQM8II..
- Keene, Donald (1971). Chushingura: A Puppet Play. New York.
- Mitford, Algernon Bertram Freeman-Mitford, Lord Redesdale (1871). Tales of Old Japan. London: University of Michigan.
- Robinson, B. W. (1982). Kuniyoshi: The Warrior Prints. Ithaca.
- Sato, Hiroaki (1995). Legends of the Samurai. New York.
- Screech, Timon (2006). Secret Memoirs of the Shoguns: Isaac Titsingh and Japan, 1779–1822. London.
- Turnbull, Stephen (2011). The Revenge of the 47 Ronin. Edo 1703; Osprey Raid Series #23, Osprey Publishing. ISBN 978-1-84908-427-7.
- Robson, Lucia St. Clair (1991). The Tokaido Road. New York: Forge Books.
- Steward, Basil (1922). Subjects Portrayed in Japanese Colour-Prints. New York.
- Titsingh, Isaac (1820). Mémoires et Anecdotes sur la Dynastie régnante des Djogouns, Souverains du Japon. Paris: Nepveu.
- Wilson, Sean Michael; Shimojima, Akiko (2013). The 47 Ronin: a graphic novel. Boston: Shambhala Publications.
- Weinberg, David R.;  . (2001). Kuniyoshi: The Faithful Samurai. Leiden.

## Spoljašnje veze
- Chushingura and the Samurai Tradition – poređenja tačnosti iskaza Mitforda, Mardoha i drugih,kao i drugih materijala koje su japanski naučnici istakli.
- Ako's Forty-Seven Samurai – Veb sajt koji su napravili učenici srednje škole Ako; sadrži priču o priči 47 ronina i slike drvenih zavetnih tablica svih 47 ronina u svetilištu Oiši u gradu Ako.
- The Trouble with Terasaka: The Forty-Seventh Ronin and the Chushingura Imagination by Henry D. „Smith II,”. Japan Review. 16: 3—65. 2004.
- Well photos – Izvor na kom je 47 ronina odseklo glavu Kiri.
- Pet različitih drvoreza ove priče i dela su Ando Hiroshigea
- National Diet Library: photograph of Sengaku-ji (1893); photograph of Sengaku-ji (1911)
- Yoshitoshi, 47 Ronin series (1860)
- 47 Ronin, The Movie 2013 - pokriva film zasnovan na 47 ronina.